# Jeggel
Jeggel ist ein Ortsteil der Gemeinde Zehrental im Landkreis Stendal in Sachsen-Anhalt.

## Geographie
Das altmärkische Jeggel, ein Straßendorf mit Kirche, liegt am Zehrengraben drei Kilometer südöstlich von Groß Garz, dem Sitz der Gemeinde Zehrental und acht Kilometer nordwestlich der Hansestadt Seehausen (Altmark).
Die Nachtweide, eine Wiese im Südwesten des Dorfes, trug früher den Namen Elslaake. Östlich des Dorfes liegt ein Erdniedermoor, das als Grünland genutzt wird.
Nachbarorte sind Scharpenhufe im Norden, Groß Holzhausen, Gerichsee und Krüden im Nordosten, Vielbaum und Wilhelminenhof im Osten, Lindenberg im Südosten, Forsthaus Priemern im Süden, Zehren und Leppin im Südwesten, Harpe im Westen, sowie Haverland und Groß Garz im Nordwesten.

## Geschichte

### Mittelalter bis 20. Jahrhundert
Jeggel wurde ursprünglich als Rundlingsdorf auf dem Hügel, auf dem die Kirche steht, mit Zuweg von Süden angelegt, entwickelte sich jedoch später zu einem Straßendorf.
Der Name erscheint im Jahr 1436 als Jeggel in einer Urkunde. 1686 wurde ein Müller erwähnt. Eine Windmühle stand noch Anfang des 20. Jahrhunderts auf einem Hügel am Weg nach Lindenberg. Schon 1842 gab es ein Schulhaus mit einem Lehrer. Es wurde mit Unterbrechungen bis 1950 genutzt. Der Schulraum war 4 × 5 Meter groß, so dass es einen gestaffelten Unterricht für die großen und kleinen Schüler geben musste.
Bei der Bodenreform wurden 1945 zwei Betriebe mit zusammen 221,6 Hektar landwirtschaftlicher Nutzfläche enteignet. 1948 hatten aus der Bodenreform 14 Vollsiedler jeder über 5 Hektar und 10 Kleinsiedler jeder unter 5 Hektar erworben. Im Jahre 1958 entstand die erste Landwirtschaftliche Produktionsgenossenschaft vom Typ III, die LPG „Anna Seghers“ mit 51 Mitgliedern. 1960 gab es ebenfalls die LPG Typ I „Unsere Zukunft“.

### Herkunft des Ortsnamens
Der Name ist slawischen (wendischen) Ursprungs. Es könnte hergeleitet werden von „gögöl“ die „Ente“ oder von „jeg“ für „stehendes Gewässer, See“.

### Archäologie
Im Jahre 1915 wurde bei der Feldbestellung auf der Flur des Dorfes Jeggel ein geschlossener Fund von Geräten aus der Jungsteinzeit geborgen, ein gemuschelter Dolch, eine zur Hälfte erhaltene geschliffene Beilklinge, ein geschliffener Doppelmeißel und eine dreiflächige Klinge aus Feuerstein.
1918 gelangte eine flache Urne eines Frauengrabes, gefunden in der Nähe von Jeggel, in das Altmärkische Museum. Sie stammte aus dem Vermächtnis des 1915 im Ersten Weltkrieg gefallenen Pfarrers Karl Wietig aus Höwisch.

### Eingemeindungen
Jeggel gehörte bis 1807 zum Seehausenschen Kreis, danach bis 1813 zum Kanton Pollitz im Königreich Westphalen, ab 1816 kam es in den Kreis Osterburg, den späteren Landkreis Osterburg in der preußischen Provinz Sachsen.
Am 20. Juli 1950 wurde die Gemeinde Jeggel in die Gemeinde Groß Garz im Landkreis Osterburg eingemeindet. Zum 1. Januar 2010 wurde Jeggel, vorher ein Ortsteil der bis dahin selbständigen Gemeinde Groß Garz, durch einen Gebietsänderungsvertrag ein Ortsteil der neugebildeten Gemeinde Zehrental, einem Mitglied der Verbandsgemeinde Seehausen (Altmark).

### Einwohnerentwicklung
| Jahr | Einwohner |
| ---- | --------- |
| 1734 | 110       |
| 1775 | 088       |
| 1789 | 094       |
| 1798 | 053       |
| 1801 | 097       |
| 1818 | 090       |

| Jahr | Einwohner |
| ---- | --------- |
| 1840 | 094       |
| 1864 | 110       |
| 1871 | 108       |
| 1885 | 097       |
| 1892 | [00]102   |
| 1895 | 107       |

| Jahr | Einwohner |
| ---- | --------- |
| 1900 | [00]121   |
| 1905 | 099       |
| 1910 | [00]113   |
| 1925 | 117       |
| 1939 | 119       |
| 1946 | 213       |

| Jahr | Einwohner |
| ---- | --------- |
| 2014 | [00]75    |
| 2020 | [00]78    |
| 2021 | [00]70    |
| 2022 | [0]71     |
| 2023 | [0]61     |

Quelle, wenn nicht angegeben, bis 1946:

## Religion
Die evangelische Kirchengemeinde Jeggel, die erst zur Pfarrei Lindenberg und ab dem Jahre 1800 zur Pfarrei Groß Garz bei Krüden in der Altmark gehörte, ist seit 2002 Teil des Kirchspiels Groß Garz und Umgebung und wird betreut vom Pfarrbereich Beuster im Kirchenkreis Stendal im Bischofssprengel Magdeburg der Evangelischen Kirche in Mitteldeutschland.

## Kultur und Sehenswürdigkeiten
- Die evangelische Dorfkirche Jeggel steht auf einem Hügel inmitten des früheren Rundlings. Vom ursprünglichen Bau aus dem 13. Jahrhundert stammt der Chor aus Feldstein-Mauerwerk. Nach Westen wurden 1727 ein kurzes Schiff und ein Querturm aus Fachwerk angebaut. Der spätgotische Sakristeischrank aus der Kirche ist heute in der Klosterkirche Arendsee zu finden.[22][23]
- Der Ortsfriedhof ist auf dem Kirchhof.

### Vereine
Der Förderverein der Ortsfeuerwehr Jeggel e. V. unterstützt Freiwillige Feuerwehr Jeggel.